# Paul Seguin (homme politique)
Pour les articles homonymes, voir Paul Seguin et Seguin.
Paul Seguin, né le 9 novembre 1885 et mort le 15 juin 1967, est un homme politique français.

## Carrière
Paul Seguin est conseiller général de Lons-le-Saunier de 1931 à 1937.
Il est du 19 juin 1955 au 26 avril 1959 sénateur du Jura.
Il est ensuite de 1944 à 1965 maire de Lons-le-Saunier.